# ديفيد غيدز (مصور سينمائي)
ديفيد غيدز هو مصور سينمائي كندي، ولد في 1949 في فانكوفر في كندا.

## وصلات خارجية
- ديفيد غيدز على موقع IMDb (الإنجليزية)
- ديفيد غيدز على موقع قاعدة بيانات الفيلم (الإنجليزية)